# Marguerite Bays

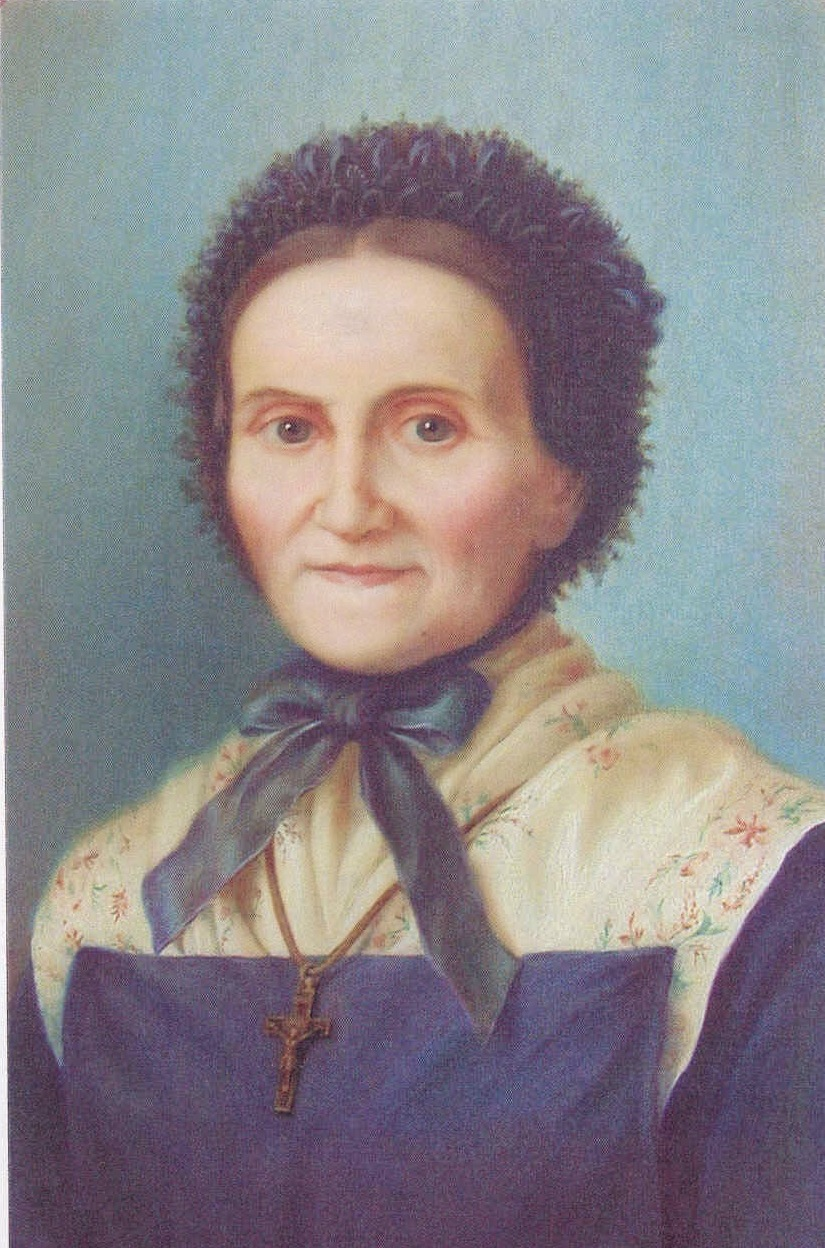
Marguerite Bays

Marguerite Bays OFS (* 8. September 1815 in La Pierraz, Kanton Freiburg, Schweiz; † 27. Juni 1879 in La Pierraz) war eine Schweizer Franziskanerin und Mystikerin. Sie wird seit 2019 in der römisch-katholischen Kirche als Heilige verehrt.

## Leben
Marguerite Bays wurde als zweites von sechs Kindern in eine Bauernfamilie geboren. Schon von Kindesbeinen an zeichnete sie sich durch eine besondere Frömmigkeit aus. Sie besuchte für drei Jahre eine Schule, erlernte im Alter von 15 Jahren die Schneiderei und lebte bei ihren Eltern. Sie besuchte täglich die Heilige Messe und nahm an Wallfahrten teil.
1860 trat sie als Terziarin in den Dritten Orden der Franziskaner ein. Dort wirkte sie in der Katechese von Kindern, betreute Arme, pflegte Kranke und begleitete Sterbende auf ihrem letzten Weg. Sie setzte sich in dem von Pauline Marie Jaricot gegründeten Missionswerk und beim Sammeln von Spenden ein. Zur gleichen Zeit besuchte sie öfter das Zisterzienserinnenkloster in Romont, um dort an Exerzitien teilzunehmen.

### Heilung und Stigmatisation
1853 sollen sich bei Marguerite Bays erste Anzeichen einer Krebserkrankung gezeigt haben. Laut dem Dossier zu ihrer Heiligsprechung sei Marguerite Bays am 8. Dezember 1854 unvermittelt geheilt worden, dem Tag, an dem Papst Pius IX. mit der Bulle Ineffabilis Deus das Dogma der unbefleckten Empfängnis Mariens verkündet hatte. Beginnend mit diesem Tag hätten sich bei ihr an jedem Freitag Wundmale ähnlich denen Christi gezeigt, und sie sei in Ekstase geraten. Im Jahre 1873 fand eine vom Ortsbischof angeordnete Untersuchung der Stigmata statt.

## Verehrung und Kanonisierung
Am 27. Juni 1879 starb Marguerite Bays. Viele Menschen kamen daraufhin zu ihrem Wohnhaus in La Pierraz. 1927 eröffnete der Freiburger Ortsbischof Marius Besson das Seligsprechungsverfahren. 1953 betrieb sein Nachfolger, François Charrière, das Verfahren weiter. 1987 ersuchte Bischof Pierre Mamie, das ruhende Verfahren wiederaufzunehmen. Eine wundersame Rettung aus Bergnot, die sich 1940 ereignete, und ein weiteres Wunder wurden der Anrufung Marguerite Bays’ zugeschrieben.
Menétreys Großeltern waren mit Margaretha Bays eng befreundet. Am 29. Oktober 1995 sprach Papst Johannes Paul II. Marguerite Bays selig. Ihr Gedenktag ist der 27. Juni.
Eine weitere Begebenheit führte zur Heiligsprechung: 1998 war ein Mädchen von einem Traktor überfahren worden und hatte diesen Unfall unverletzt überstanden. Der Bischof von Lausanne, Genf und Freiburg, Charles Morerod, leitete daraufhin das Kanonisierungs-Verfahren am 27. Mai 2014 ein. Papst Franziskus erkannte am 15. Januar 2019 ein der Fürsprache Marguerite Bays’ zugeschriebenes Wunder als letzte Voraussetzung an. Die Heiligsprechung durch ihn erfolgte am 13. Oktober 2019. Zu der Zeremonie vor mehreren Tausend Gläubigen auf dem Petersplatz, bei der der Papst vier weitere Personen heiligsprach (John Henry Newman, Giuseppina Vannini, Mariam Thresia Chiramel Mankidiyan und Dulce Lopes Pontes), waren 300 Schweizer, darunter auch die Bischöfe Charles Morerod und Felix Gmür sowie Justizministerin Karin Keller-Sutter, angereist. Marguerite Bays ist die dritte heiliggesprochene Person aus der Schweiz nach Niklaus von der Flüe und Maria Bernarda Bütler.
Die 1968 errichtete Stiftung Marguerite Bays, die bereits das Heiligsprechungsverfahren unterstützte, kümmert sich insbesondere um liturgische Veranstaltungen, den Empfang von Pilgern in Romont und die in mehreren Sprachen gestaltete Webseite über Marguerite Bays.